# Euura lapponica
Euura lapponica är en stekelart som beskrevs av Jens-Peter Kopelke 1996. Euura lapponica ingår i släktet Euura, och familjen bladsteklar. Arten är reproducerande i Sverige.